# Le Plessis-l’Échelle
Le Plessis-l’Échelle – miejscowość i gmina we Francji, w Regionie Centralnym, w departamencie Loir-et-Cher.
Według danych na rok 1990 gminę zamieszkiwały 63 osoby, a gęstość zaludnienia wynosiła 5 osób/km² (wśród 1842 gmin Regionu Centralnego Le Plessis-l’Échelle plasuje się na 1060. miejscu pod względem liczby ludności, natomiast pod względem powierzchni na miejscu 1009.).